# Urinprøve
En urinprøve er en af de almindeligste helbredsundersøgelser. Tanken er, at ved at undersøge de affaldsstoffer, der udskilles, kan man opnå viden om kroppens funktioner eller ubalancer.

## Hvorfor tages prøven?
Primært bruges urinprøven til at konstatere blærebetændelse eller andre urinvejsproblemer. Den kan dog også give et fingerpeg om en række andre sygdomme eller tilstande i kroppen. 
Herudover kan en urinprøve anvendes som graviditetstest; det undersøges, om hormonet HCG, som kvinder kun producerer i forbindelse med graviditet, findes i urinen. 
Endelig bruges urinprøven også inden for flere sportsgrene som en nem metode til dopingkontrol.

## Hvordan foregår prøven?
En urinprøve tages fra en lille mængde urin opsamlet under vandladning, eller fra et urinkateter. Oftest er nogle få milliliter tilstrækkeligt. Drejer det sig om en rutineundersøgelse "stix'es" urinen; en strimmel papir dyppes i urinen, og efterhånden som forskellige kemiske reaktanter på papiret skifter farve aflæses resultatet. Dette tager nogle få minutter. 
Undersøgelsen kan foretages ved egen praktiserende læge eller på sygehuset. Det er heller ikke ualmindeligt, at plejehjem har mulighed for at foretage en urinprøve. 
Undersøgelsen er smertefri. 

## Prøvesvar
Man undersøger gerne for: 
- Hæmoglobin; Kan indikere en større eller mindre blødning i urinvejene. Det er dog almindeligt, at der kan påvises blod i kvinders urin under menstruationen, samt i nogle dage derefter.
- Nitrit; Kan indikere en infektion i urinvejene, typisk blærebetændelse.
- Leukocytter; Kan indikere en betændelsestilstand.
- pH; Ligger normalt på 6-7,5 om end 4,5-8 ikke er unormalt.
- Ketonstoffer; Kan indikere uhensigtsmæssig forbrænding ved især sukkersygepatienter, selv om fastende mennesker også kan få ketoner i urinen; optræder især ved ketoacidose
- Protein; Kan indikere problemer med nyrernes funktion.
- Glucose; Normalt findes der ikke sukkerstoffer i urinen, medmindre man har sukkersyge.

## Yderligere undersøgelser
En urinprøve er sjældent tilstrækkelig til at stille en komplet diagnose, men kan være med til at give et betydende fingerpeg. Det er derfor ikke ualmindeligt, at en urinprøve følges op af andre, mere præcise undersøgelser, herunder blodprøver, blæreskanning eller andre kliniske undersøgelser. 
Findes der belæg for det, kan en urinprøve også dyrkes for at bestemme præcist hvilken bakterietype, der er skyld i infektionen, og resistensbestemmes med henblik på at vælge den optimale antibiotikabehandling.